# エドワード・フォーブス

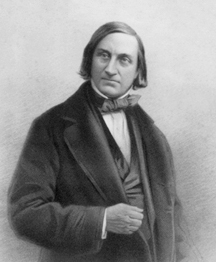
エドワード・フォーブス

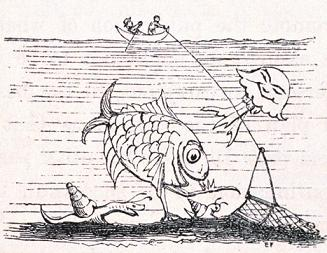
Natural History of the European Seas の戯画

エドワード・フォーブス（Edward Forbes FRS, FGS、1815年2月12日 – 1854年11月18日）は、イギリスの博物学者である。

## 略歴
マン島のダグラスで生まれた。子供時代から読書を愛し、詩を書き、戯画を描いた。虫や貝殻、鉱物、化石、植物を集めた。5歳から11歳の間、体が弱く、学校に通えなかったが、1828年にダグラスのAthole House Academyで学んだ。1831年にロンドンに出て、絵画を学んだが、10月には画家になるのをあきらめ帰郷し、翌月、エディンバラ大学に入学し医学を学んだ。1832年の休暇中にマン島の博物学の研究に費やした。弟のデーヴィッド・フォーブス（David Forbes、 1828 – 1876 ）は高名な鉱物学者になった。
1833年にノルウェーに旅し、この旅行の植物学的成果は1835年から1836年の間、ロンドン、博物学雑誌に発表された。1834年の夏、アイルランド海に浚渫調査に多くの時間を費やし、翌年、フランス、スイス、ドイツを旅した。医学に興味を失い、医者の資格を取るのをやめ、科学と文学に専念し、1856年から1837年の間は、パリの王立植物園で、博物学、比較解剖学、地質学、鉱物学の講義に参加した。
1837年4月、パリからアルジェに渡り、陸上軟体生物、淡水軟体生物を集め、最初論文を博物学月報（he Annals of Natural History, vol. ii. p. 250）に発表し、その年、エディンバラ大学の専攻を文学に変更した。1838年に著書、"Malacologia Monensis"の第1巻を出版した。1838年の夏には、現オーストリアのスティリア公国、カルニオラ公国を訪れ、植物標本を集めた。1838年夏、ヨーロッパの陸上有肺類の分布に関する論文を発表し、イギリスでの同様な調査を依頼された。1841年にユーモラスな自作のカットも含む120点の図版をつけた、"History of British starfishes"（イギリスのヒトデの自然史）を発表した。1841年4月17日から友人のウィリアム・トンプソンとともにトマス・グレーブス（Thomas Graves、1802–1856）の率いる調査船、ビーコン（"Beacon"）の航海に博物学者として参加し、1841年4月から1842年10月まで地中海地域の植物学、動物学、地質学的調査を行った。この結果は1843年にReport on the Mollusca and Radiata of the Aegean Sea（エーゲ海の軟体動物とリクガメの報告）として発表され、1847年にはトーマス・エイベル・ブリメイジ・スプラットと共著で"Travels in Lycia"を出版した。 
1842年に家族からの支援がなくなった後、ロンドン地質学博物館の学芸員を務めた。さらにキングス・カレッジ・ロンドンの植物学の教授を務めた。1844年に学芸員を止め、イギリス地質学調査局の古生物学者となった。
1845年に地質学会紀要（Memoirs of the Geological Survey, i. 336）に、論文、"On the Connection between the distribution of the existing Fauna and Flora of the British Isles, and the Geological Changes which have affected their Area, especially during the epoch of the Northern Drift"を発表した。この論文でイギリスの植物相領域を5つに区分する説を発表した。
フォーブスの学問的功績のひとつは若いトマス・ヘンリー・ハクスリーを援助したことで、ハクスリーがラトルスネーク号の航海に参加して認められるまで援助し、フォーブスに知らされた発見についての出版に尽力し、ハクスレーは25歳で王立協会のフェローに選ばれることになった。
1853年にロンドン地質学会の会長となり、1854年にロバート・ジェイムソンの死によって空席になったエディンバラ大学の博物学の教授になったが、その年に没した。

## 著作
- History of British Starfishes, 1841
- On the Connection between the distribution of the existing Fauna and Flora of the British Isles, and the Geological Changes which have affected their Area, especially during the epoch of the Northern Drift, 1846
- A history of British Mollusca, and their shells. London : van Voorst, 1853